# Chrosiothes minusculus
Chrosiothes minusculus là một loài nhện trong họ Theridiidae.
Loài này thuộc chi Chrosiothes. Chrosiothes minusculus được Willis J. Gertsch miêu tả năm 1936.